# Melasina phaeocasis
Melasina phaeocasis är en fjärilsart som beskrevs av Edward Meyrick 1934. Melasina phaeocasis ingår i släktet Melasina och familjen säckspinnare. Inga underarter finns listade i Catalogue of Life.